# 奥莉
奥莉（2012年01月12日—），真名为李馨琪，体操世界冠军李小鹏与李安琪之女。2014年4月，因参加浙江卫视《爸爸回来了》第一季而备受关注。2015年5月，再次参加《爸爸回来了》第二季。

## 经历
2014年4月，奥莉与父亲参加浙江卫视《爸爸回来了》第一季。因甜美可爱的外表和乖巧懂事的性格博得了观众的好感。被网友称为“小萌神”。

## 作品经历
| 年份   | 节目名称         |
| ------ | ---------------- |
| 2012年 | 鲁豫有约         |
| 2013年 | 中国星跳跃       |
| 2013年 | 谢天谢地你来啦   |
| 2014年 | 爸爸回来了第一季 |
| 2014年 | 非常静距离       |
| 2014年 | 鲁豫有约         |
| 2014年 | 快乐大本营       |
| 2015年 | 爸爸回来了第二季 |
| 2015年 | 跟我出发         |